# منير (اسم)
منير هو اسم علم مذكر من أصل عربي، ومعناه هو على وزن اسم الفاعل، من الفعل المزيد أنار فهوالمضيء المشع الذي يعطي النور، ويقال أنار الشجر أزهر وخرج نواره، مؤنثه منيرة.

## الأصل اللغوي
منير اسم عربي، وهو اسم فاعل من الفعل أنار. لذلك، يمكن فهم كلمة منير بمعنى الشخص أو الشيء الذي يحمل الضوء أو ينقل النور. قد يُستخدم اسم "منير" اسم شخص للدلالة على الشخص الذي يضيء حياة الآخرين بالإيجابية أو الذي يجلب النور والسعادة.

## شخصيات تحمل الاسم
- منير أوزكول (ممثل ومسرحي تركي، 15 أغسطس 1925 – 5 يناير 2018)
- منير الحدادي (لاعب كرة قدم اسباني من اصول مغربية، 1 سبتمبر 1995[3] – )
- منير الحمداوي (لاعب كرة قدم مغربي، 14 يوليو 1984 – )
- منير بشير (موسيقي عراقي، 1930[4][5][6] – 28 سبتمبر 1997[5])
- منير بوقديدة (لاعب كرة قدم تونسي، 24 أكتوبر 1967[7] – )
- منير روفا (طيار مقاتل وخائن وطن، 1934 – 1998)
- منير عبادي (4 أبريل 1983 – )
- منير فاطمي (منير فاطمي، 1970[8][9][10] – )
- منير محجوبي (سياسي فرنسي، 1 مارس 1984 – )
- منير مهند محمدي (لاعب كرة قدم مغربي، 10 مايو 1989[11] – )

## وصلات خارجية
- موسوعة السلطان قابوس لأسماء العرب